# Katolická církev v Tunisku
Katolická církev v Tunisku je křesťanské společenství. Hlásí se k ní asi 21 000 obyvatel. Je v jednotě s papežem. Skládá se z jedné arcidiecéze.

## Struktura

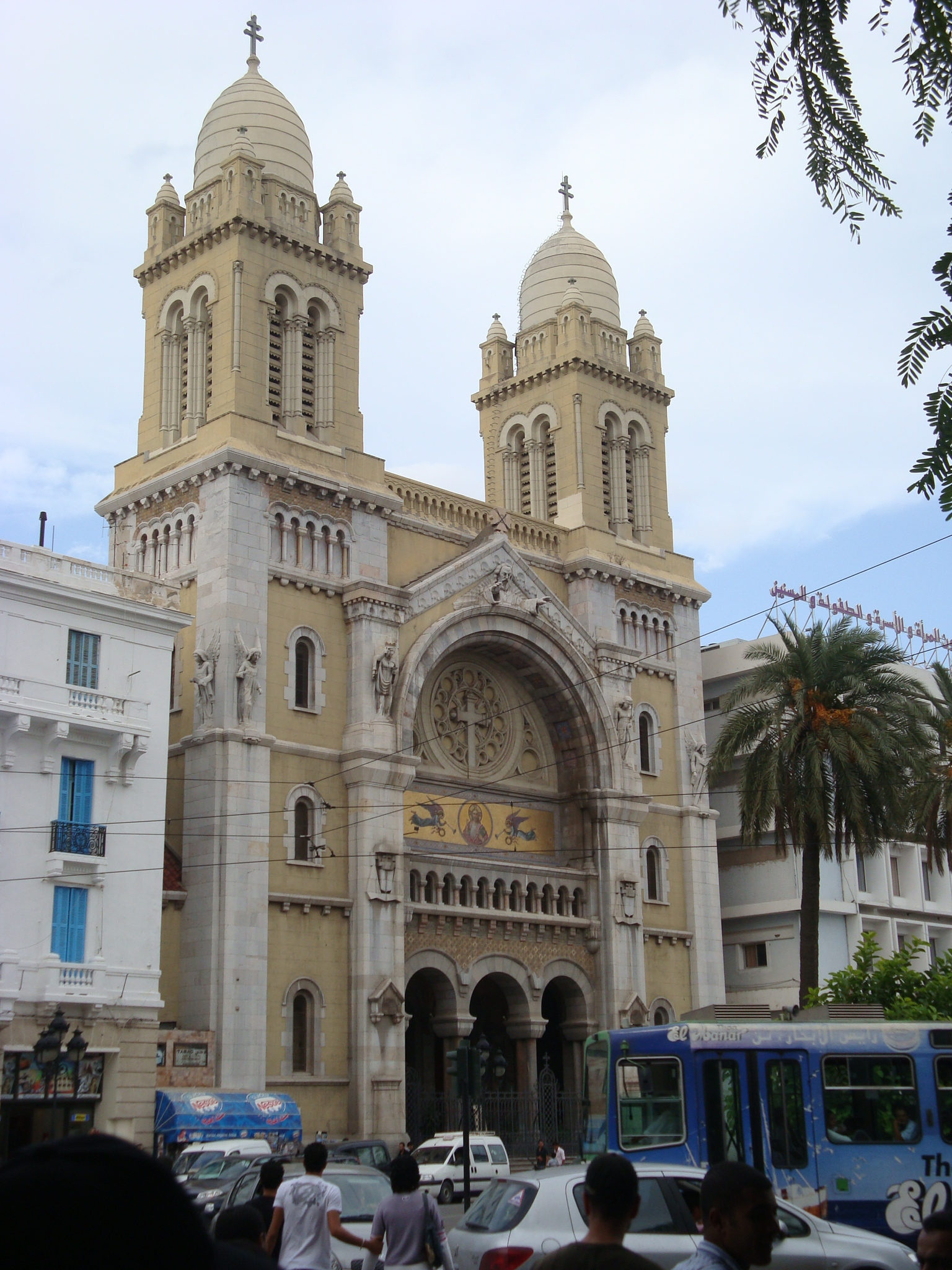
Katedrála Svatého Vincence de Paul - Hlavní chrám arcidiecéze Tunis

Tunisko má jednu arcidiecézi která nepatří pod žádnou církevní provincii. Tato arcidiecéze je římského (latinského) ritu.
- Arcidiecéze tuniská (povýšena 2010) - současný arcibiskup Ilario Antoniazzi

Nemá vlastní biskupskou konferenci ale patří do Conférence Episcopale Régionale du Nord de l’Afrique. Současným předsedou je Vincent Louis Marie Landel, S.C.I.

### Kardinálové
Prvním kardinálem Tunisu se stal Charles Martial Lavigerie, který byl arcibiskupem arcidiecéze Kartágo. Dnes je tato arcidiecéze zrušena a je z ní titulární metropolitní sídlo.

### Titulární biskupství
Tunisko má jedno metropolitní sídlo Kartágo a 341 titulárních biskupství. Sídlo v Kartágu je bez titulárního arcibiskupa od roku 1979.

## Apoštolská nunciatura
Byla založena roku 1972 papežem Pavlem VI. Tohoto roku neměla svého nuncia, nýbrž pro-nuncia, kterým se stal Sante Portalupi, titulární arcibiskup Christopoliský.

### Seznam apoštolských pro-nunciů a nunciů
Apoštolští pro-nunciové
- Sante Portalupi (1972-1979) - Titulární arcibiskup Christopolis
- Gabriel Montalvo Higuera (1980-1986) - Titulární arcibiskup Celene
- Giovanni De Andrea (1986-1989) - Titulární arcibiskup Aquavivi
- Edmond Y. Farhat (1989-1995) - Titulární arcibiskup Byblusu

Apoštolští nunciové
- Antonio Sozzo (1995-1998) - Titulární arcibiskup Concordie
- Augustine Kasujja (1998-2004) - Titulární arcibiskup Cesarea in Numidia
- Thomas Yeh Sheng-nan (2004-2015) - Titulární arcibiskup Leptis Magna
- Luciano Russo (2016-2020) - Titulární arcibiskup diecéze Monteverde
- Kurian Mathew Vayalunkal (od 2. února 2021 - Titulární arcibiskup diecéze Raziaria